# 三河国分尼寺跡

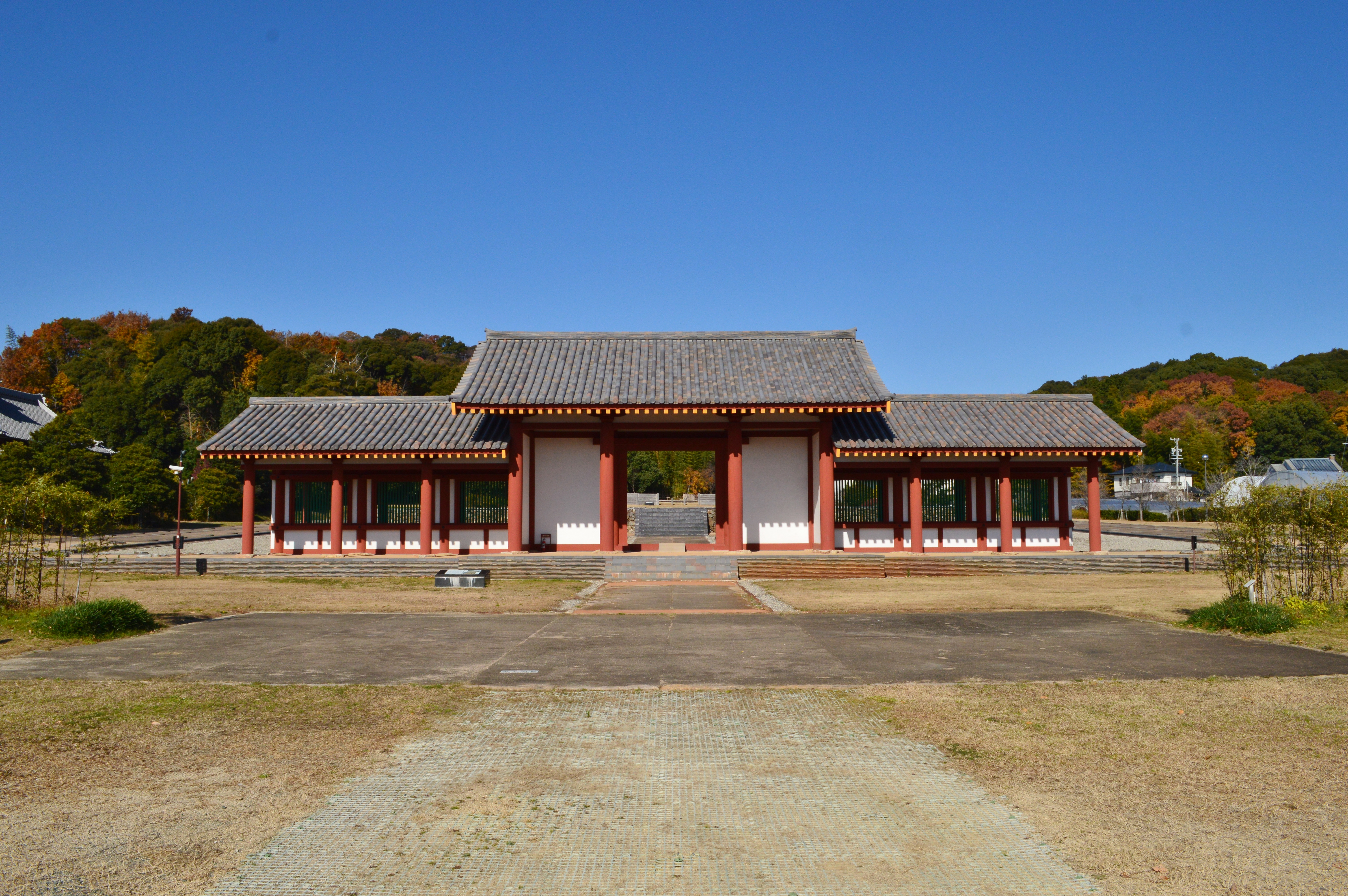
南大門跡から中門（復元）を望む

三河国分尼寺跡（みかわこくぶんにじあと）は、愛知県豊川市八幡町（やわたちょう）忍地（にんじ）にある古代寺院跡。国の史跡に指定されている。
奈良時代に聖武天皇の詔により日本各地に建立された国分寺のうち、三河国（参河国）国分尼寺の寺院跡にあたる。

## 概要
愛知県東部、豊川市街地から西方の音羽川と白川に挟まれた洪積台地（八幡台地）上、北方の踊山を背景として南側に開けた傾斜地に建立された寺院跡で、三河国分寺跡の北東500メートルに位置する。聖武天皇の詔で創建された国分尼寺の遺構に比定され、現在も残る字名の「忍地（にんじ）」は尼寺の転訛とされる。付近では三河国分寺跡のほか三河国府跡（白鳥遺跡）・船山1号墳（東三河最大の古墳）も立地し、古くから政治的中心地であったことが知られる。寺域では金堂・講堂をはじめとする伽藍のほぼ全容が解明され、特に金堂は尼寺としては最大規模になる点、および回廊には複廊が採用される点で、国分尼寺としては全国で代表的な遺構になる。
寺域は1922年（大正11年）に国の史跡に指定され、1967年（昭和42年）以降に数次の発掘調査が実施されている。現在は史跡整備により中門および回廊の一部が実物大で推定復元された上で、三河国分尼寺跡史跡公園として公開されている。

## 歴史

### 古代

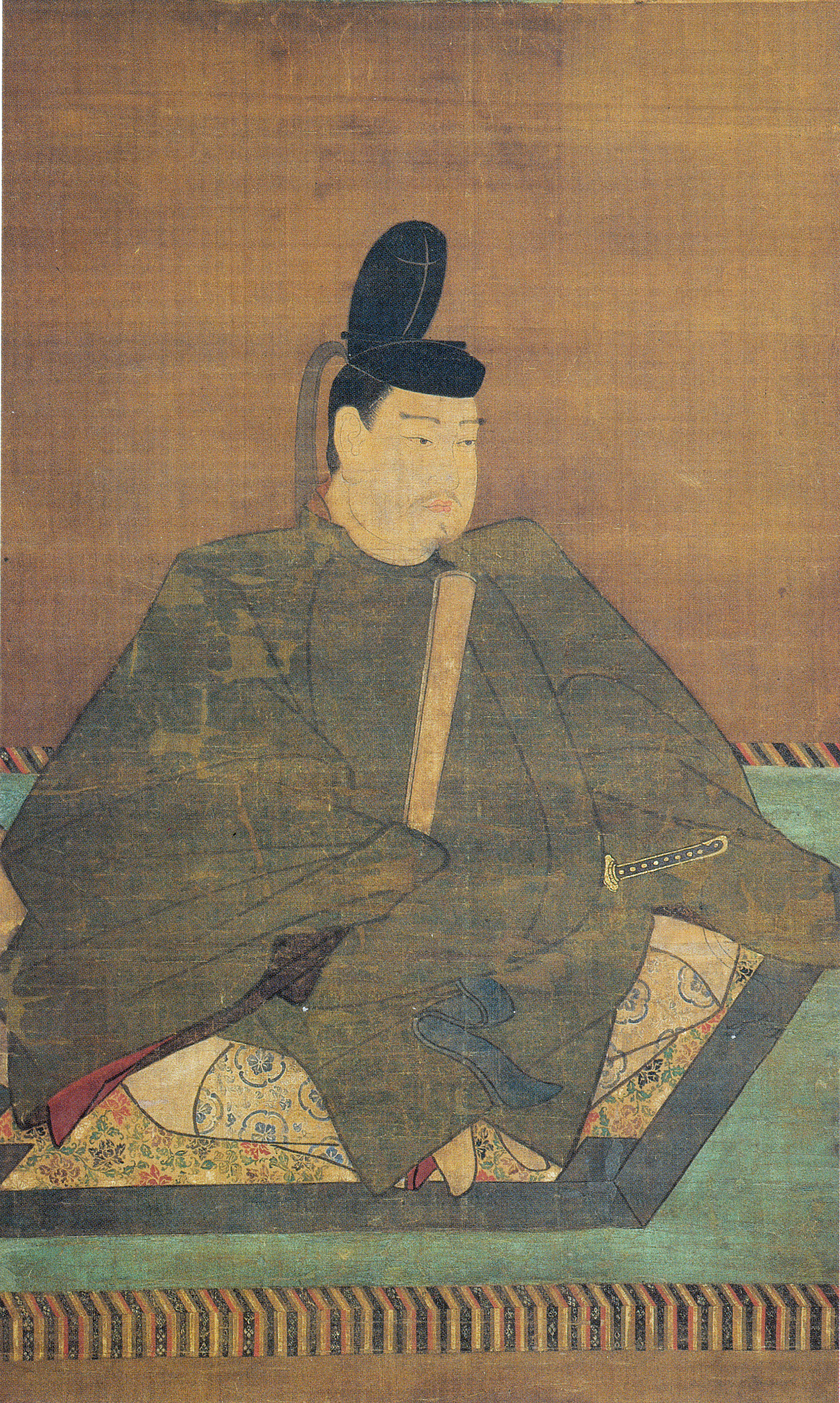
聖武天皇肖像

創建は不詳。天平13年（741年）の国分寺建立の詔の頃に創建されたと見られる。
近年の発掘調査では、金堂・講堂・尼房の造営が先行するのに対して中門・回廊・鐘楼・経蔵の造営はかなり遅れた点、三河国分尼寺の建立は国分僧寺にやや遅れる点が明らかとなっている。特に尼寺跡出土の鬼瓦が形式化の進んだ様相であることから、両寺が他国の国分寺と比べて遅れ気味に建立された様子が示唆される。瓦の製作技法および西隆寺式伽藍配置（西隆寺は神護景雲元年（767年）建立）からは、神護景雲年間（767-770年）まで下る可能性が高いと見られ、同様の伽藍配置の相模国分尼寺とともに称徳天皇時の道鏡政権下での建立の可能性が指摘される。
なお、国府荘山国分寺（三河国分寺後継寺院）に伝わる銅鐘が平安時代初頭頃の作と推定されることから、この銅鐘を使用した国分寺または国分尼寺の鐘楼の建立自体が平安時代初頭まで下る可能性を指摘する説もある。
その後の変遷は詳らかでないが、平安時代末期頃には衰退したと推定される。

### 近代以降
近代以降については次の通り。
- 1920年（大正9年）、柴田常恵により発見[2]。
- 1922年（大正11年）10月12日、国の史跡に指定（三河国分寺跡と同時）[4]。
- 1967年（昭和42年）、発掘調査（豊川市教育委員会）[2]。
- 1972年（昭和47年）4月22日、史跡範囲の追加指定[4]。
- 1990年（平成2年）、寺域範囲確認の発掘調査（豊川市教育委員会）[2]。
- 1992年（平成4年）、清光寺移転候補地の発掘調査（豊川市教育委員会）[2]。
- 1996-1999年度（平成8-11年度）、史跡整備に伴う発掘調査（豊川市教育委員会）[2]。
- 1999-2005年度（平成11-17年度）、史跡保存整備（豊川市教育委員会）[2]。
- 2005年（平成17年）11月13日、三河国分尼寺跡史跡公園の開園。

## 伽藍

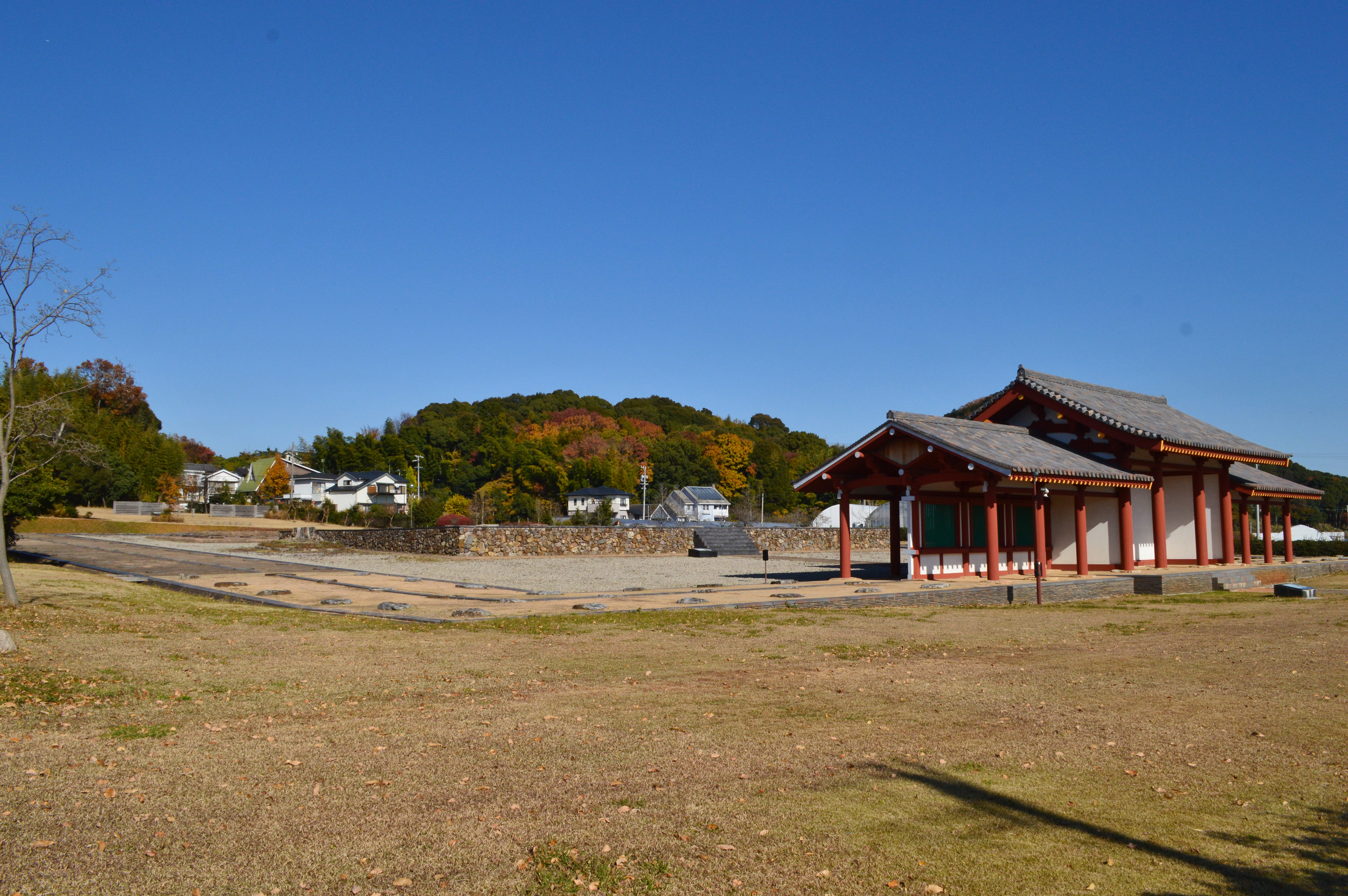
伽藍概観右から左奥へ中門、金堂、講堂が並ぶ。

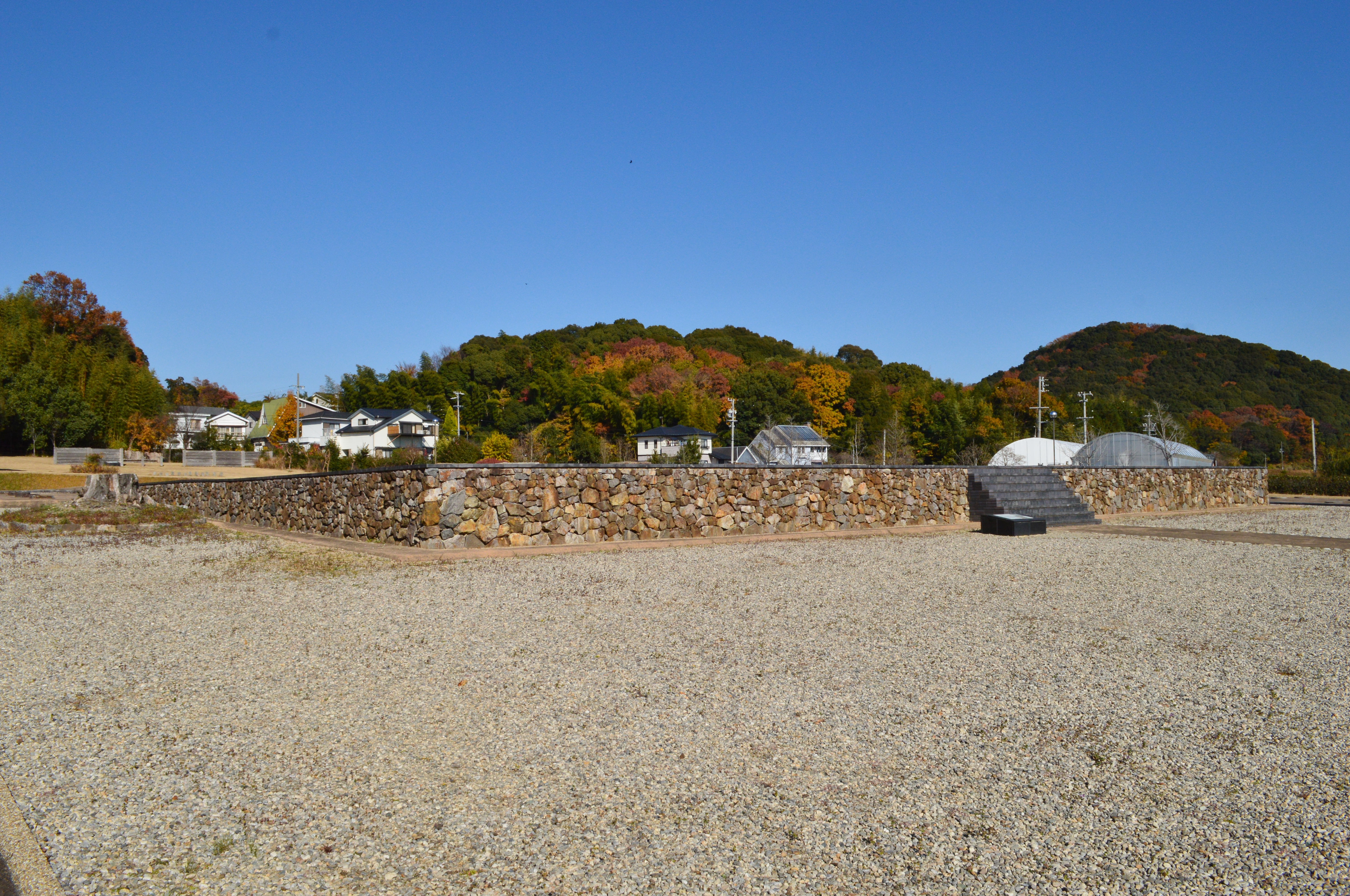
金堂跡

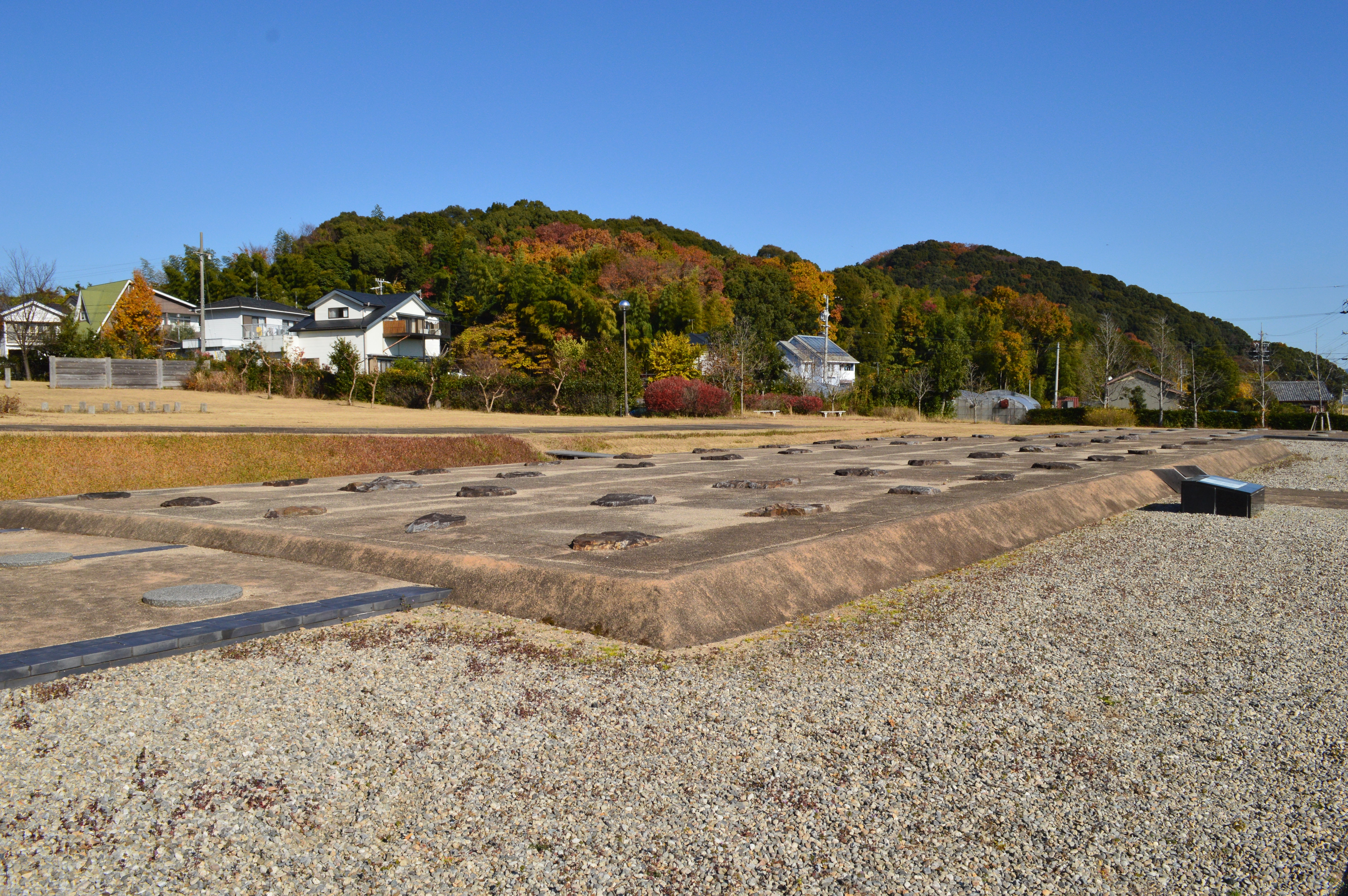
講堂跡

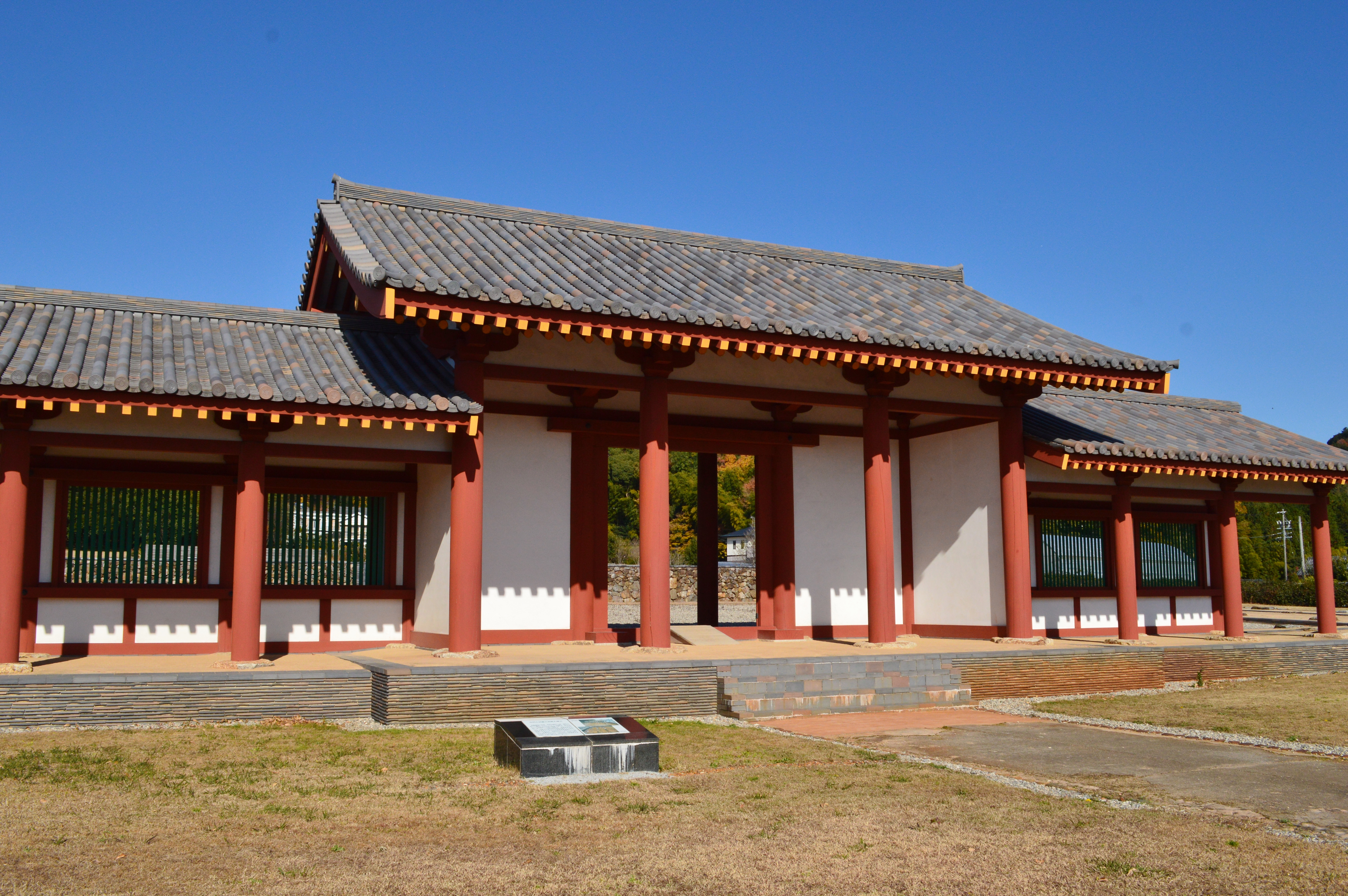
中門・回廊（復元）

寺域は約150メートル（500尺）四方。主要伽藍として南大門・中門・金堂・講堂・尼房・北方建物が南から一直線に配されるが、塔は存在しない。講堂左右から回廊が出て中門左右に取り付き、金堂がその回廊に囲まれる西隆寺式伽藍配置になる。基準尺は天平尺（1尺は29.7センチメートル）とされる。遺構の詳細は次の通り。
金堂
本尊を祀る建物。基壇は乱石積基壇で、東西34.5メートル（116尺）・南北22.0メートル（74尺）を測る。周囲に犬走り面を設け、北面では塼積の階段が認められる。基壇上建物は礎石建物で、棟を東西方向とする7間×4間であり、東西（桁行）26.1メートル（88尺）・南北（梁行）13.7メートル（46尺）を測る。礎石8個を遺存していたほか、中央部で須弥壇が認められている。現在は同位置で基壇が復元されている。
講堂
経典の講義・教説などを行う建物。金堂の北方に位置し、左右には回廊が取り付く。基壇は化粧が不明であるが、東西29.7メートル（100尺）・南北13.1メートル（44尺）を測る。基壇上建物は礎石建物で、棟を東西方向とする9間×4間であり、東西（桁行）26.7メートル（90尺）・南北（梁行）9.5メートル（32尺）を測る。現在は同位置で基壇が復元されている。
尼房
尼僧（定員10人）の宿舎。講堂の北方に位置する。基壇は東西41.6メートル（140尺）・南北5.3メートル（18尺）を測る。基壇上建物は礎石建物と見られ、棟を東西方向とするが、建物規模は不明。現在は同位置で遺構標示がなされている。
経蔵
経典を収めた建物。回廊内側、金堂・講堂の間の東寄りに位置する（鐘楼とは中心線に対して左右対称）。基壇は東西9.5メートル（32尺）・南北7.1メートル（24尺）を測る。基壇上建物は礎石建物で、棟を南北方向とする3間×2間であり、南北（桁行）8.0メートル（27尺）・東西（梁行）5.3メートル（18尺）を測る。鐘楼に対して一回り小さい様相になる。現在は同位置で基壇が復元されている。
鐘楼
梵鐘を吊した建物。回廊内側、金堂・講堂の間の西寄りに位置する（経蔵とは中心線に対して左右対称）。基壇は東西11.9メートル（40尺）・南北8.9メートル（30尺）を測る。基壇上建物は礎石建物で、棟を南北方向とする3間×2間であり、南北（桁行）8.9メートル（30尺）・東西（梁行）5.9メートル（20尺）を測る。現在は同位置で基壇が復元されている。
中門
金堂の南方に位置し、左右には回廊が取り付く。基壇は瓦積基壇と見られ、東西13.1メートル（44尺）・南北10.4メートル（35尺）を測る。基壇上建物は礎石建物の八脚門で、棟を東西方向とする3間×2間であり、東西（桁行）10.1メートル（34尺）・南北（梁行）6.5メートル（22尺）を測る。現在は同位置に実物大で推定復元されている。
回廊
講堂・中門を結ぶ屋根付きの廊下。講堂左右から出て中門左右に取り付く。基壇幅は8.3メートル（28尺）。基壇上建物は礎石建物で、梁間2間（10尺等間）の複廊であり、桁行は12尺。現在は基壇が復元されているほか、中門左右の3間ずつが実物大で推定復元されている。
南大門
中門の南方に位置する、国分尼寺の正面門。基壇は棟を東西方向とし、東西16.0メートル（54尺）・南北10.4メートル（35尺）を測り、掘込地業が認められる。基壇上建物は礎石建物と見られ、棟を東西方向とする3間×2間と推定されるが、規模は不明。現在は同位置で遺構標示がなされている。
北方建物
尼房の北方に位置する。建物は掘立柱建物の総柱建物で、棟を東西方向とする3間×2間であり、東西（桁行）4.5メートル（15尺）・南北（梁行）4.2メートル（14尺）を測る。倉庫等としての使用と推定される。現在は同位置で遺構標示がなされている。
通常、国分尼寺は国分僧寺に比して小さい規模で造営され、三河国でも寺域は尼寺の方が狭い点（僧寺：方600尺、尼寺：方500尺）、尼寺には塔が造営されない点にその性格が認められる。しかしながら、金堂が僧寺・尼寺とも7間×4間でほぼ同規模と見られる点（多くの尼寺は5間×4間）、回廊がともに複廊である点等で、僧寺クラスの様相になる。このことに関して、三河国の国分二寺の造営が他国に比べて遅れ気味であることから、作業効率化のため尼寺の造営に際して僧寺の設計が転用されたとする説が挙げられている。
建物に使用された瓦について、創建期の瓦窯の所在は明らかでないが、瓦の様相は三河国分寺跡と同じであり、ともに越中国分寺跡（富山県高岡市）のものと似通う点が注目される（越中国分寺造営後に瓦工人が移動か）。9世紀-10世紀の国府・国分寺・国分尼寺の修理・建替に伴う瓦窯については、赤塚山古窯跡（豊川市市田町）であったことが判明している。瓦・塼のほかの出土遺物としては、土器類・泥塔等がある。特に墨書銘土器には「東」・「僧寺」の銘が認められ、僧寺の東方に位置する尼寺が「東寺」と称された様子や、当時僧寺との間で交流のあった様子が示唆される。
なお、寺域中心部にはかつて曹洞宗の祇園山清光寺が位置したが、史跡整備に伴い西方に移転されている。この清光寺は文禄4年（1595年）の建立と伝わる。

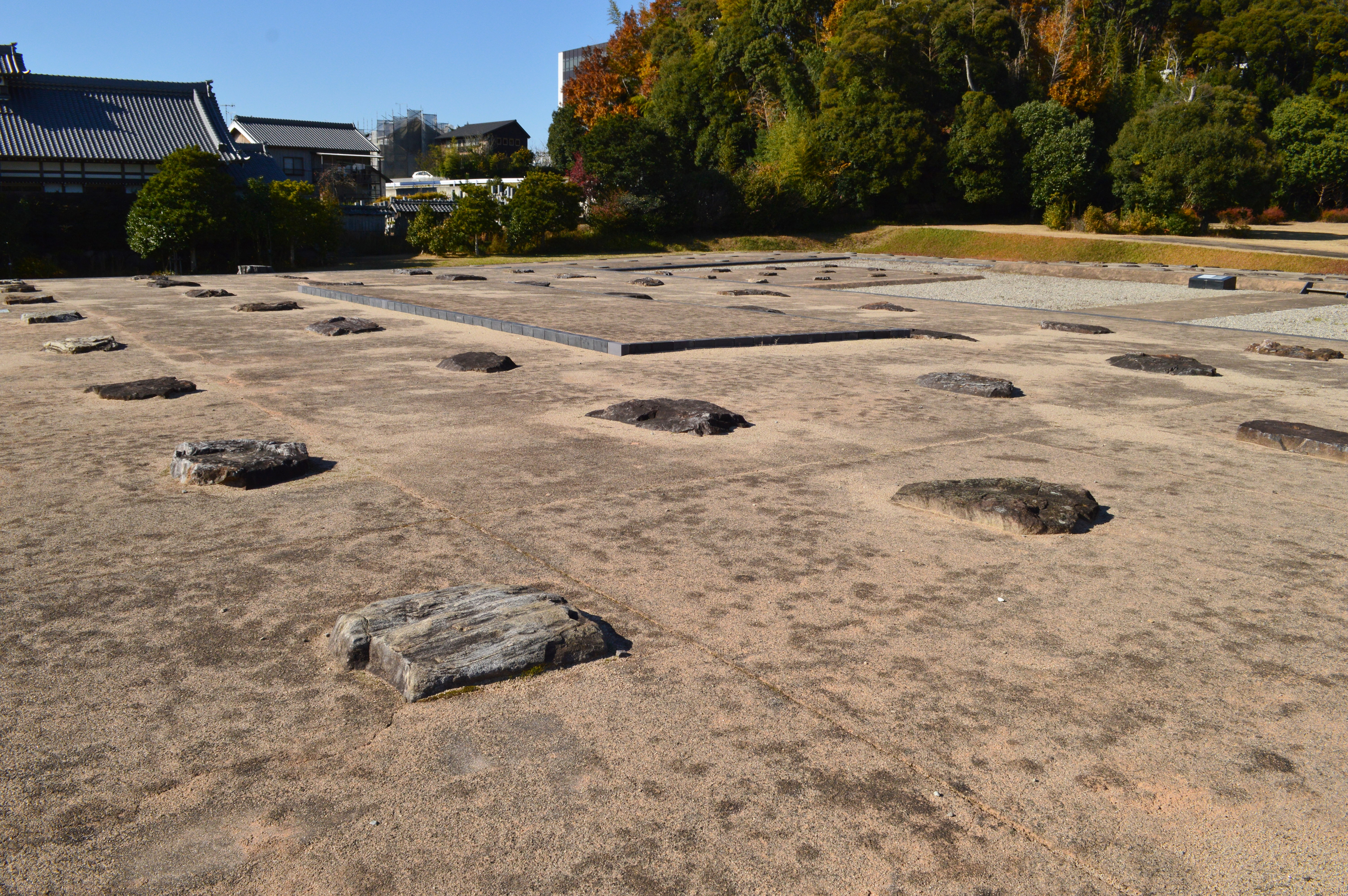
金堂跡 基壇上面 中央に須弥壇。
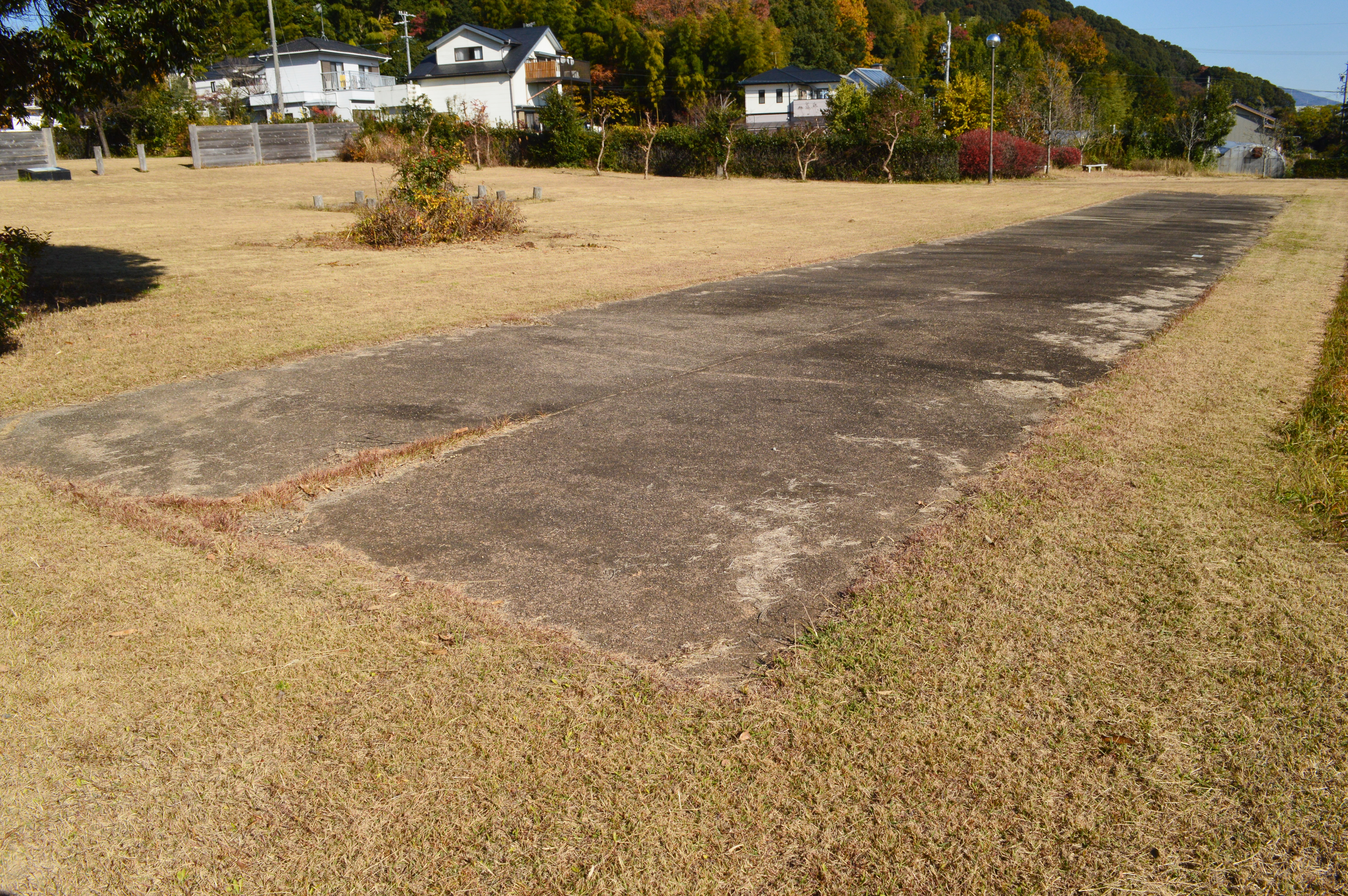
尼房跡
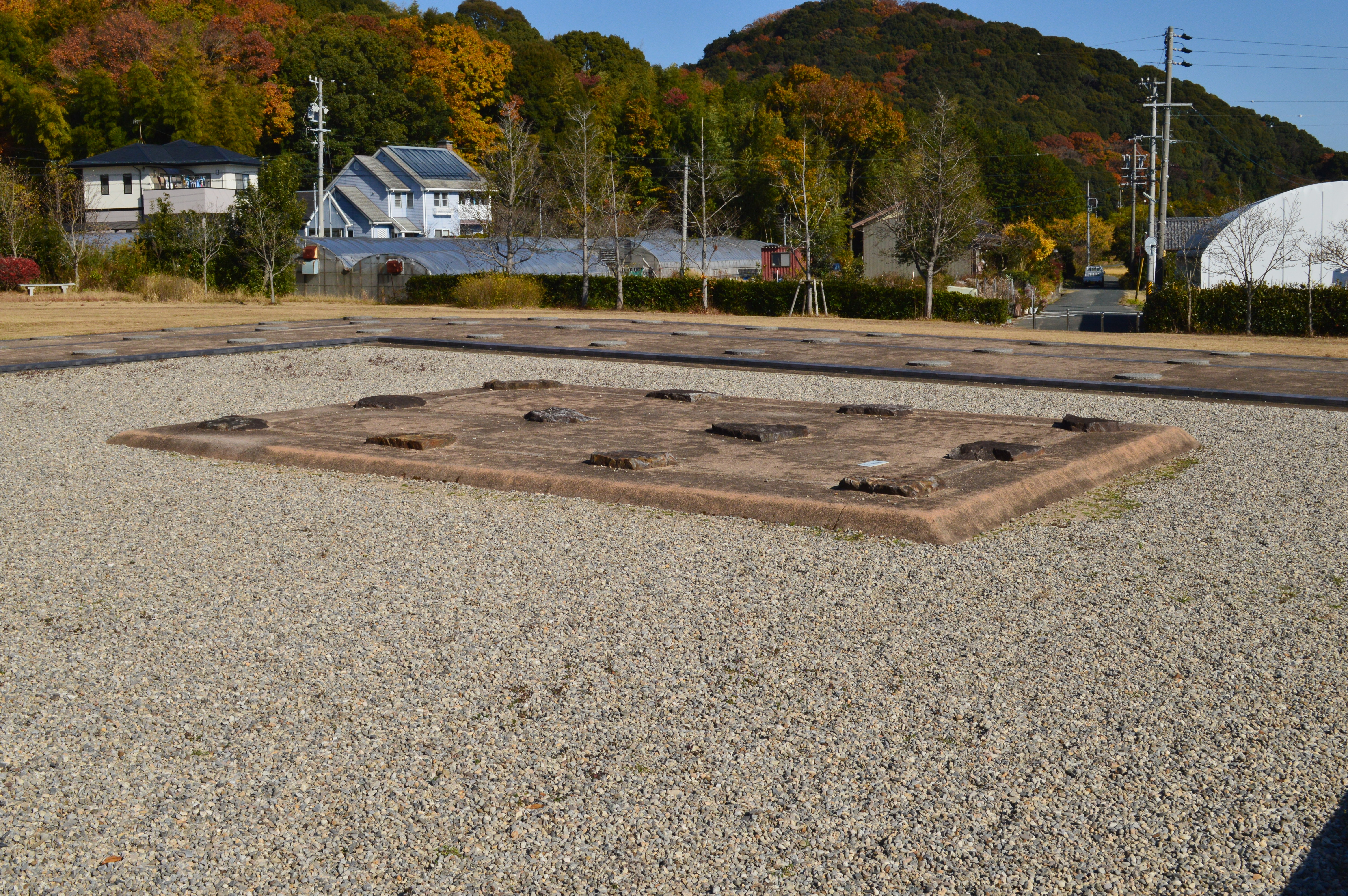
経蔵跡
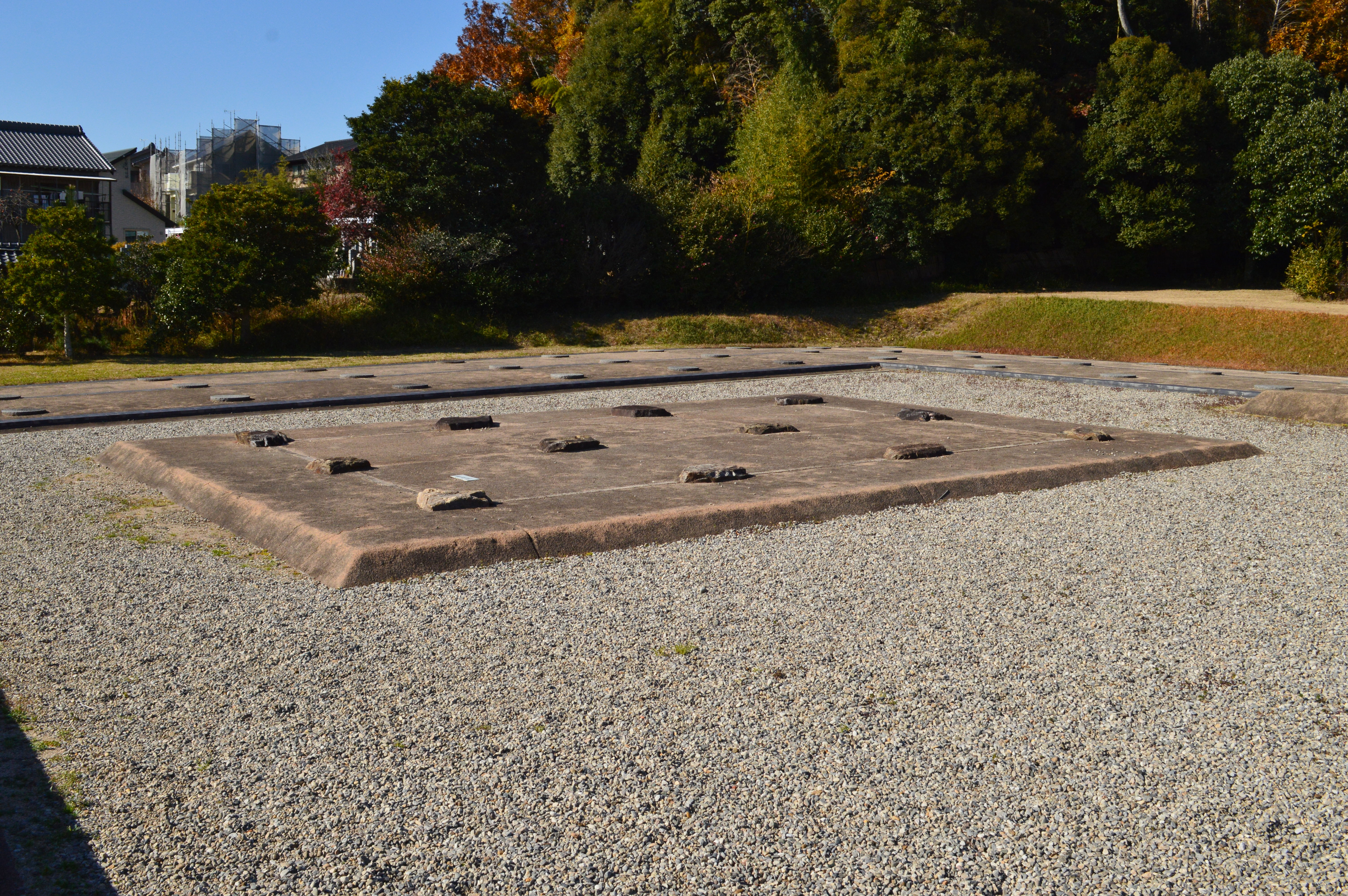
鐘楼跡
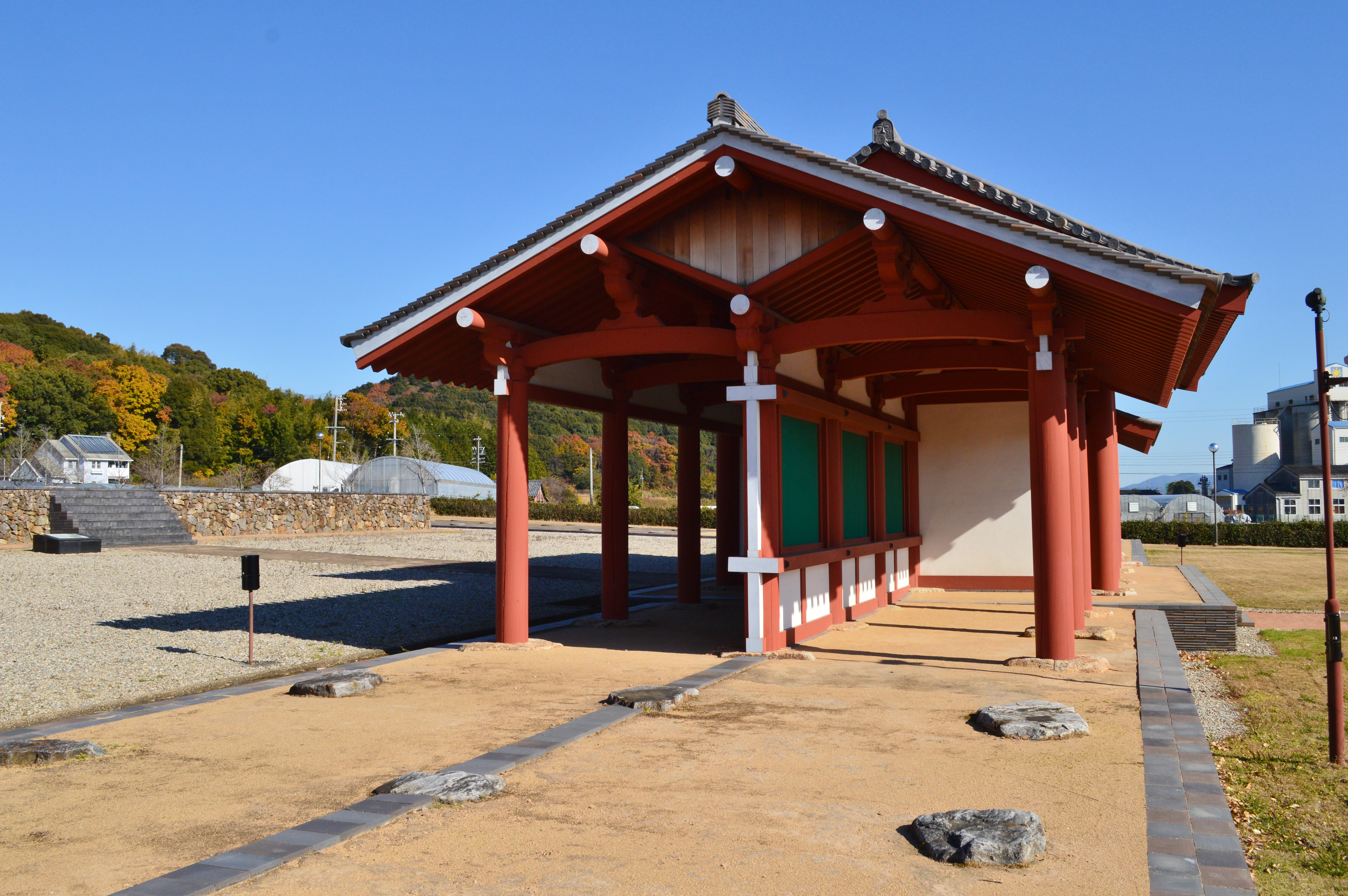
回廊（復元）の断面構造
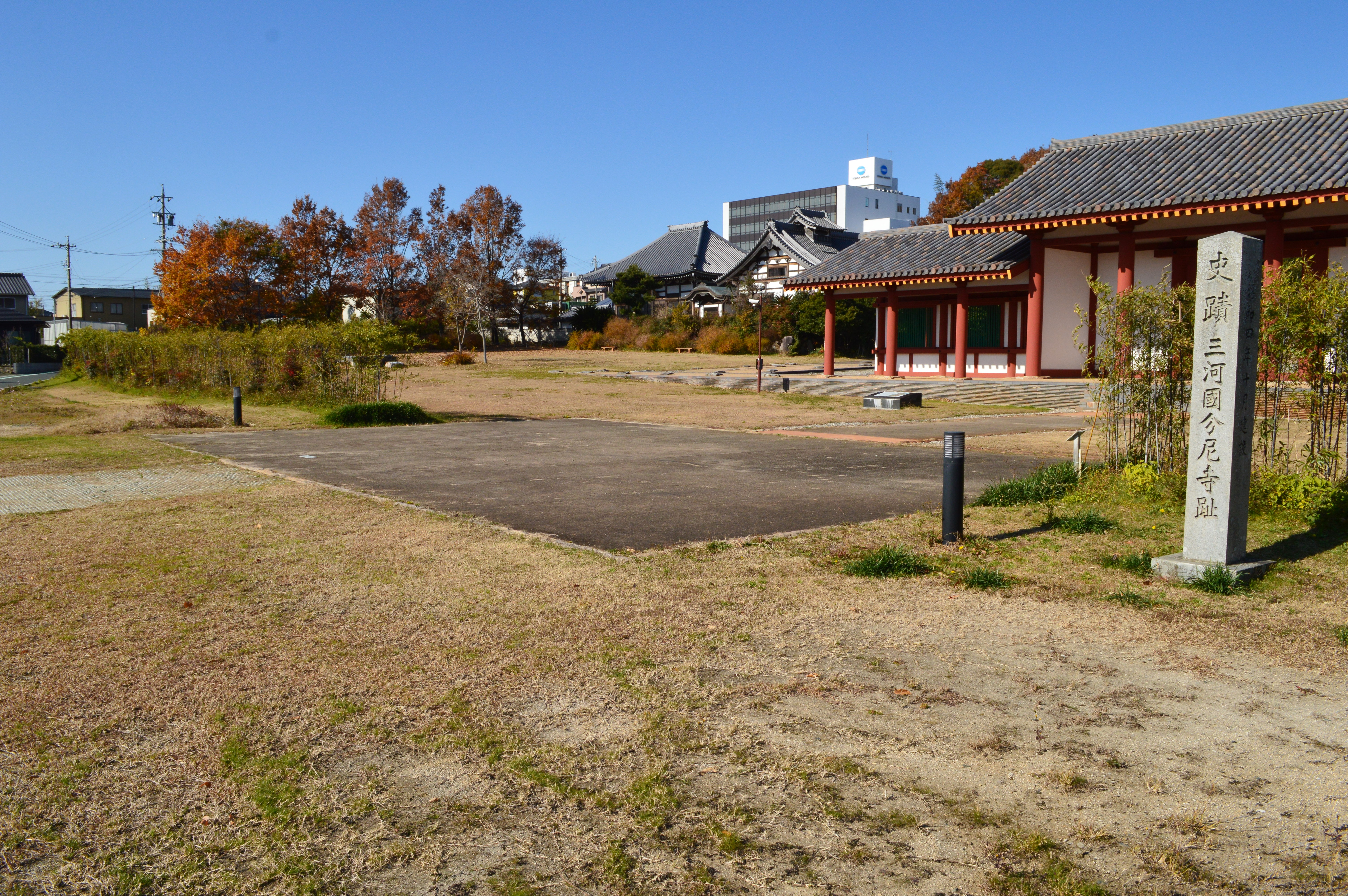
南大門跡
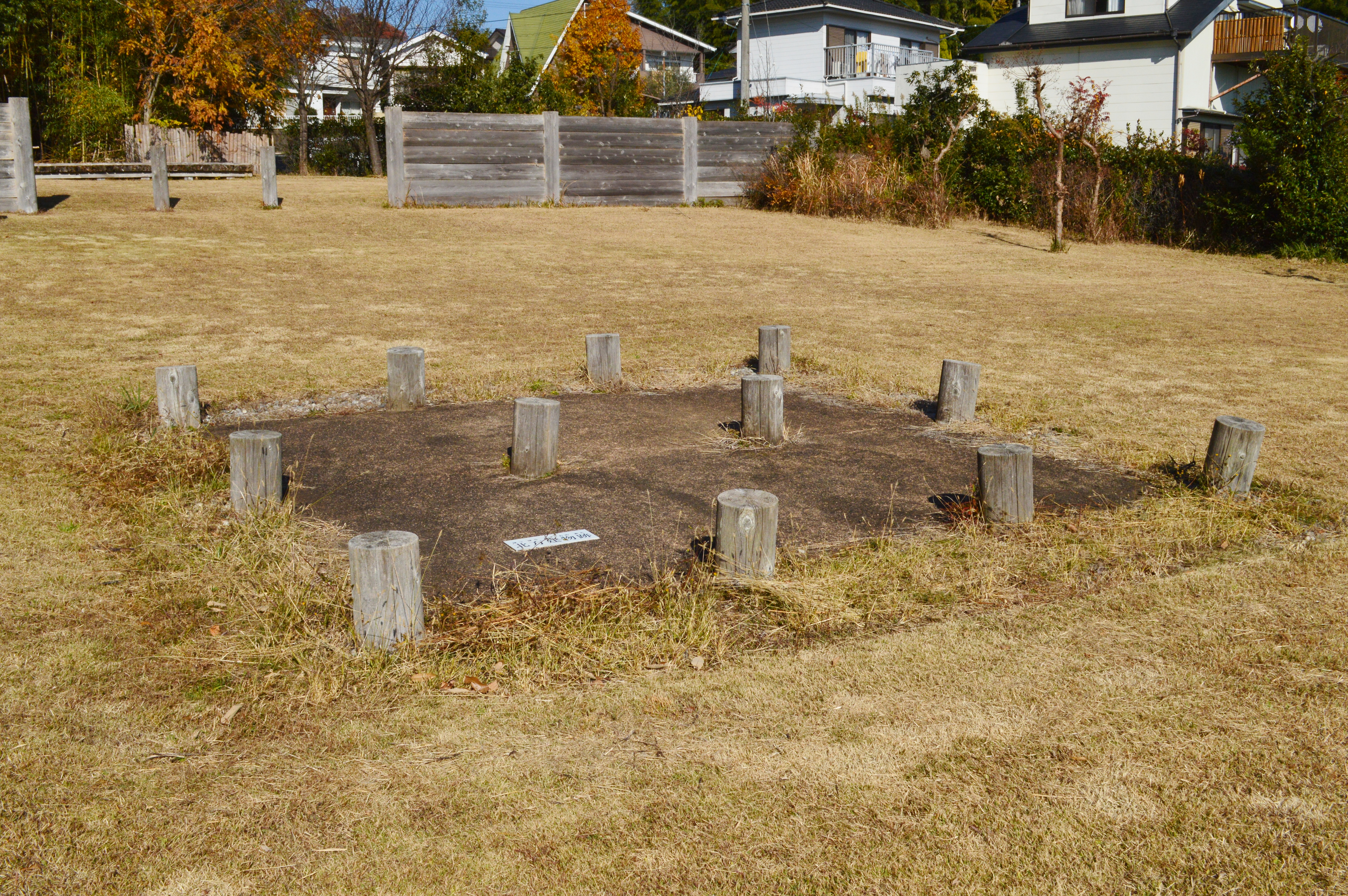
北方建物跡
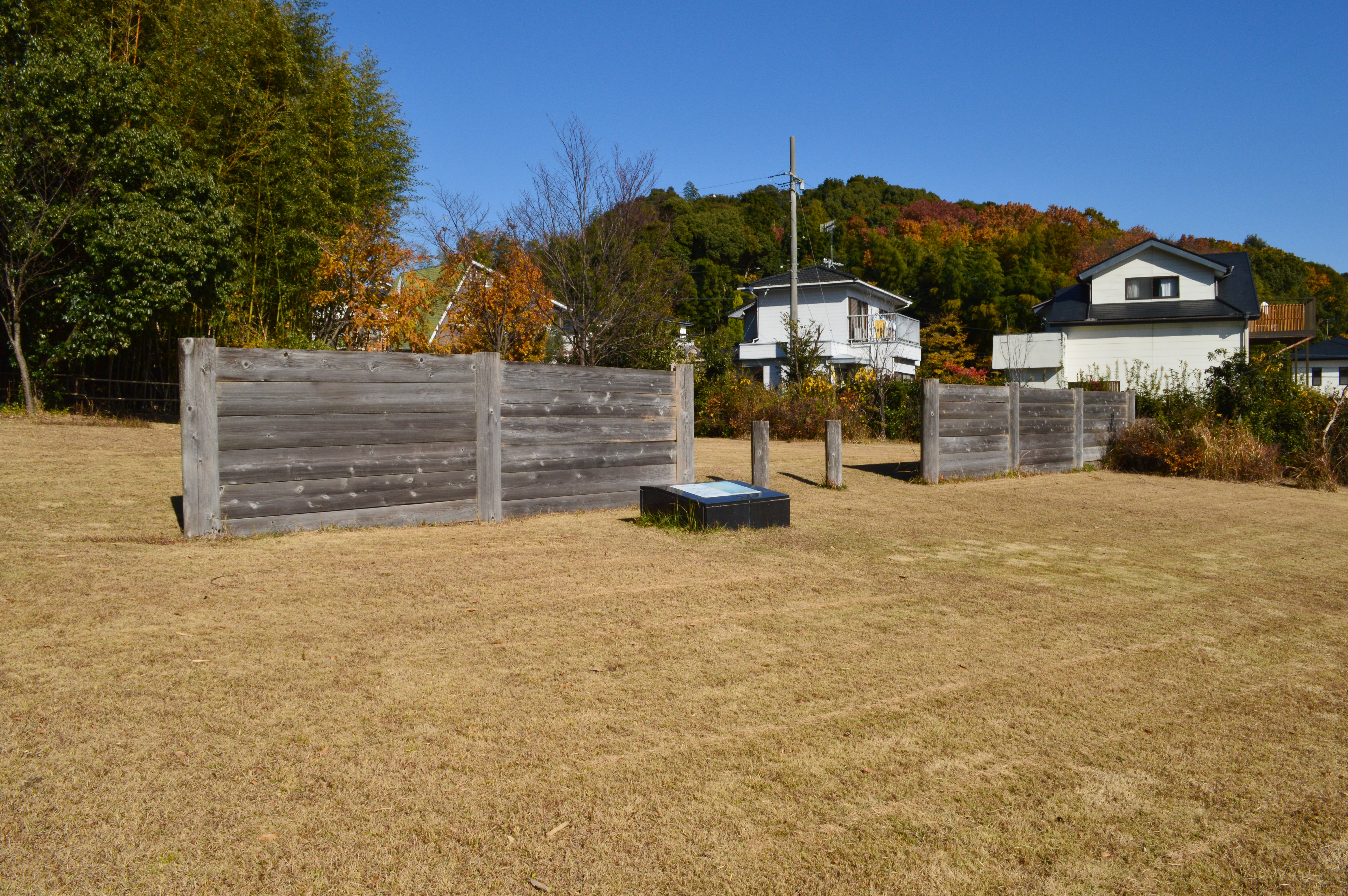
寺域北限の掘立柱塀（復元）
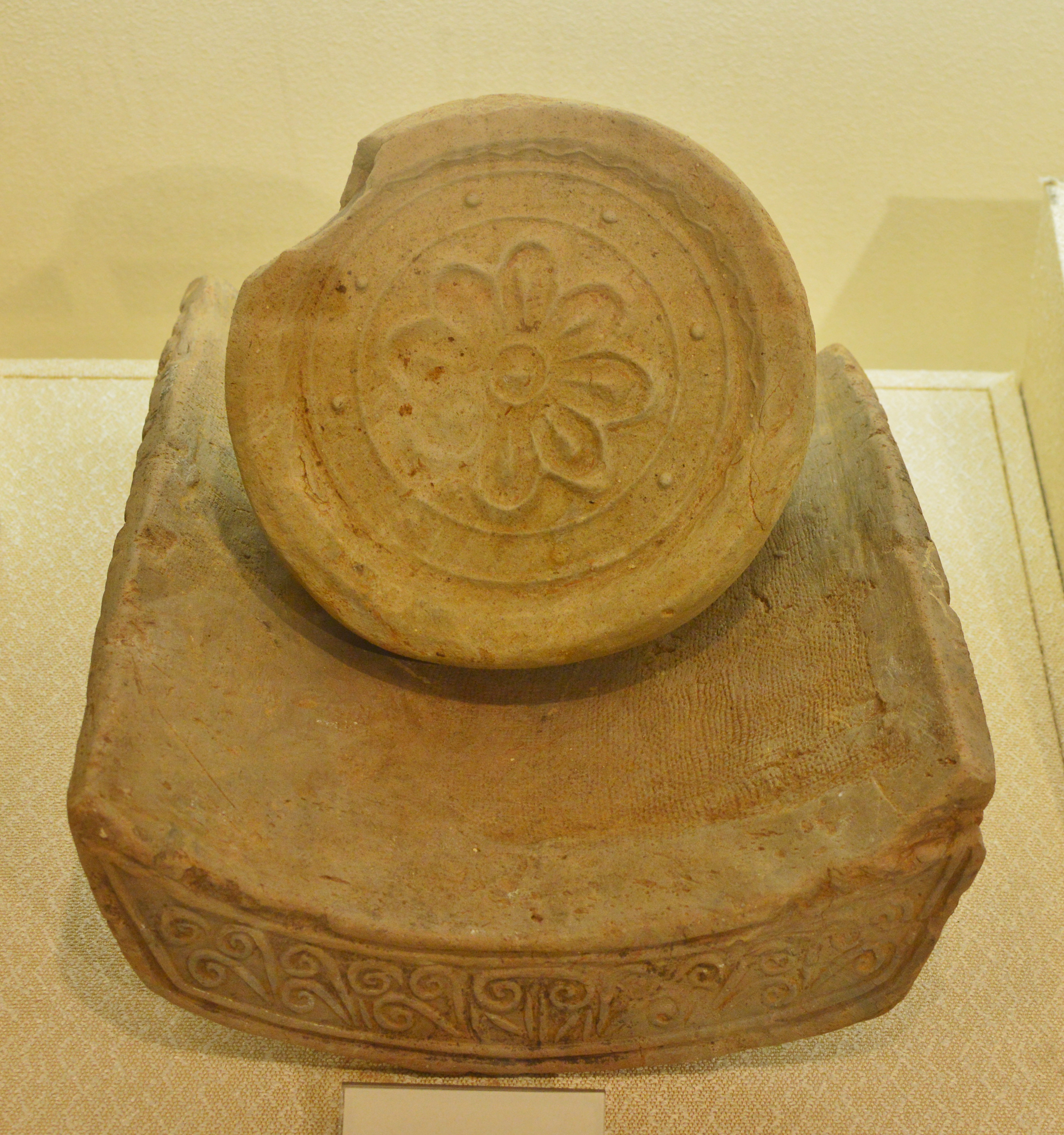
創建期瓦 三河天平の里資料館展示。
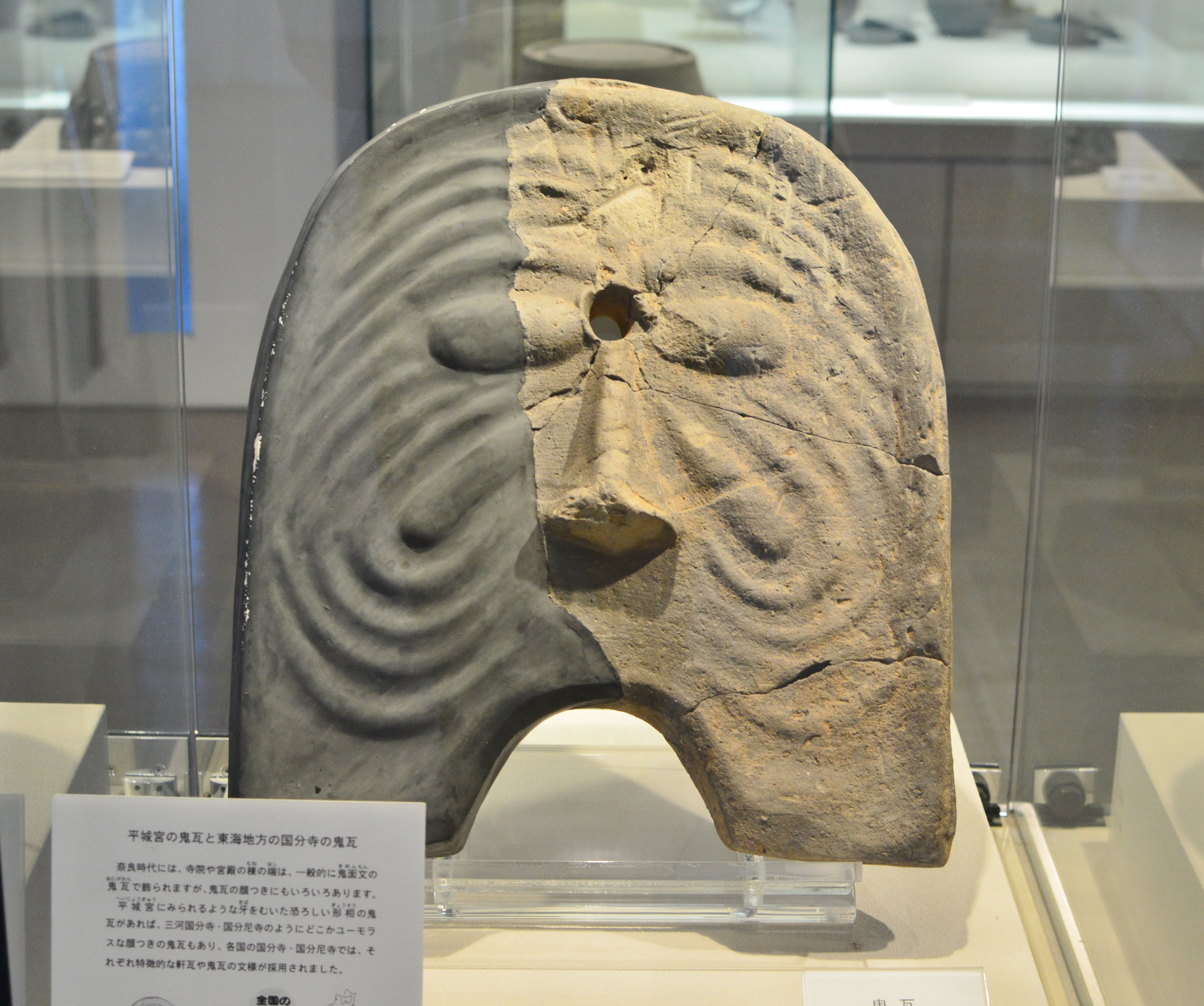
鬼瓦 三河天平の里資料館展示。
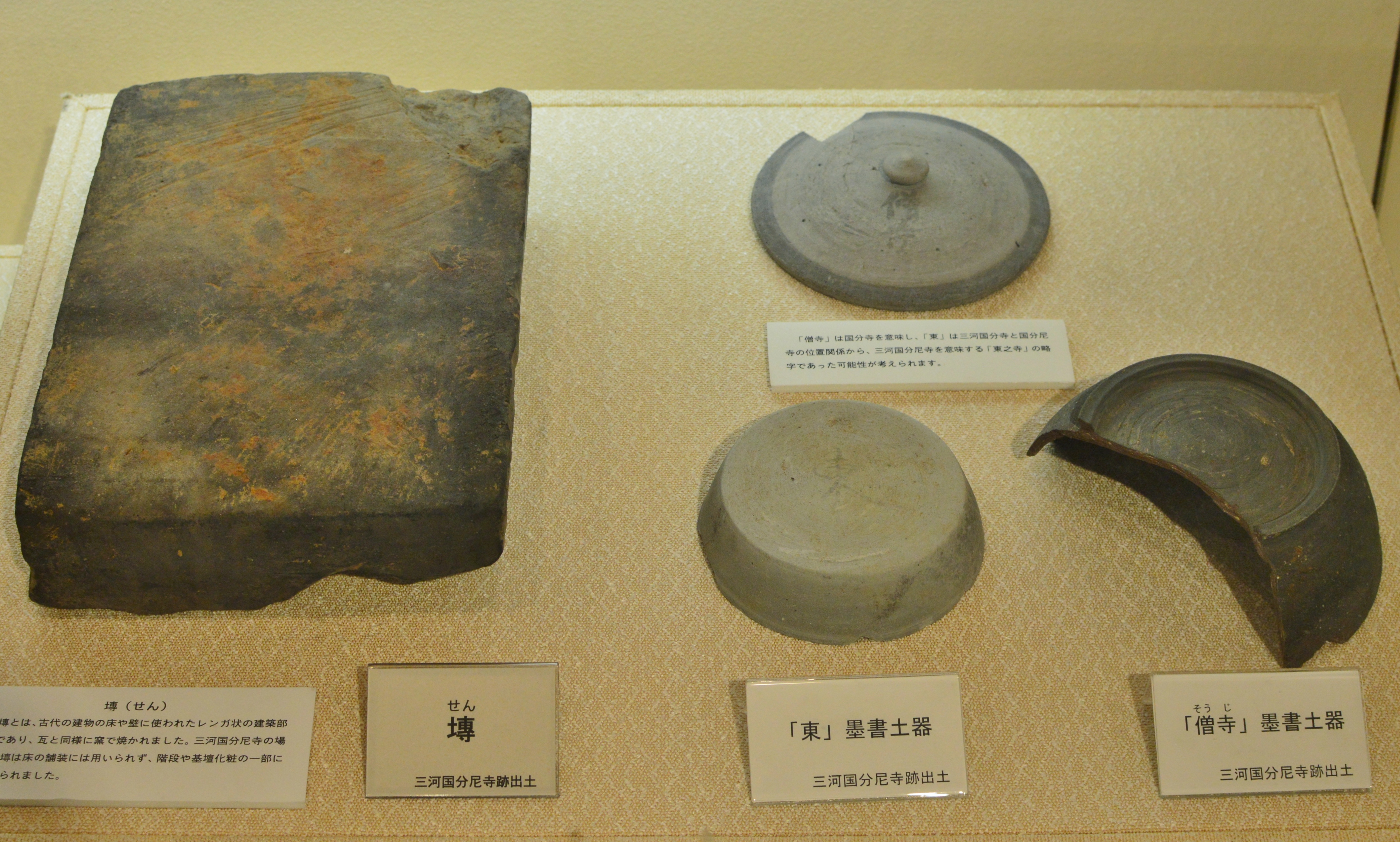
塼・墨書銘土器 三河天平の里資料館展示。
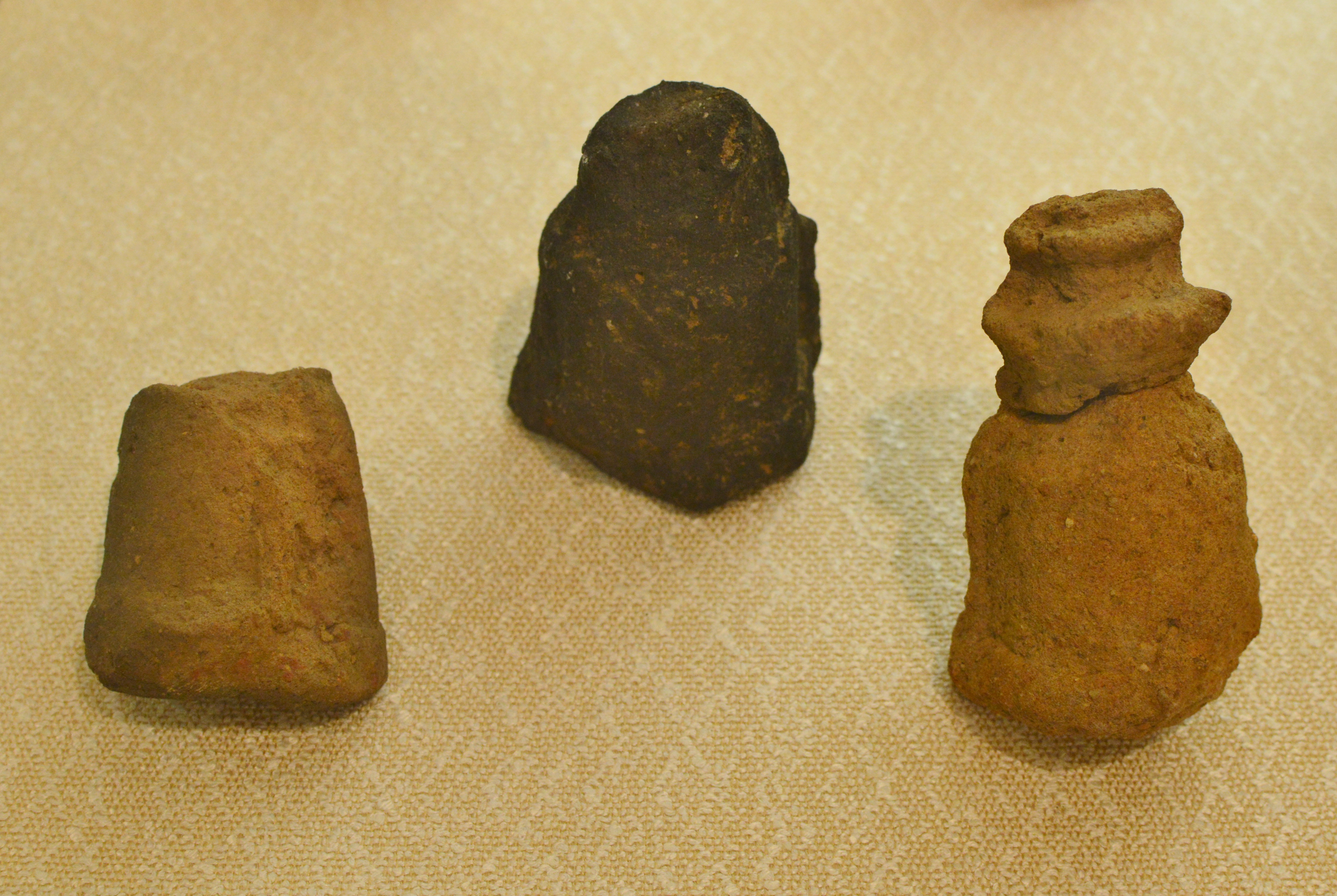
泥塔 三河天平の里資料館展示。
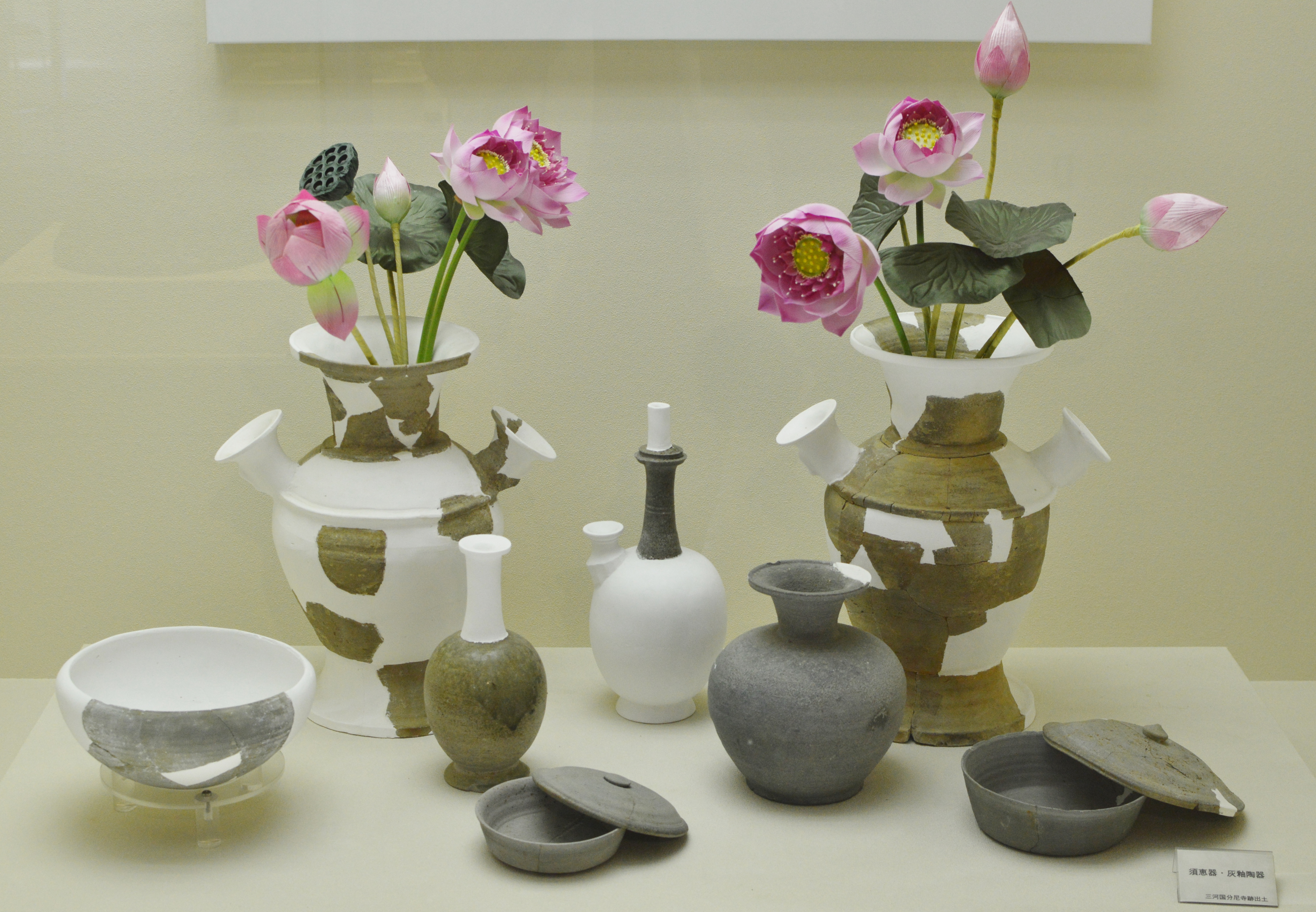
土器 三河天平の里資料館展示。
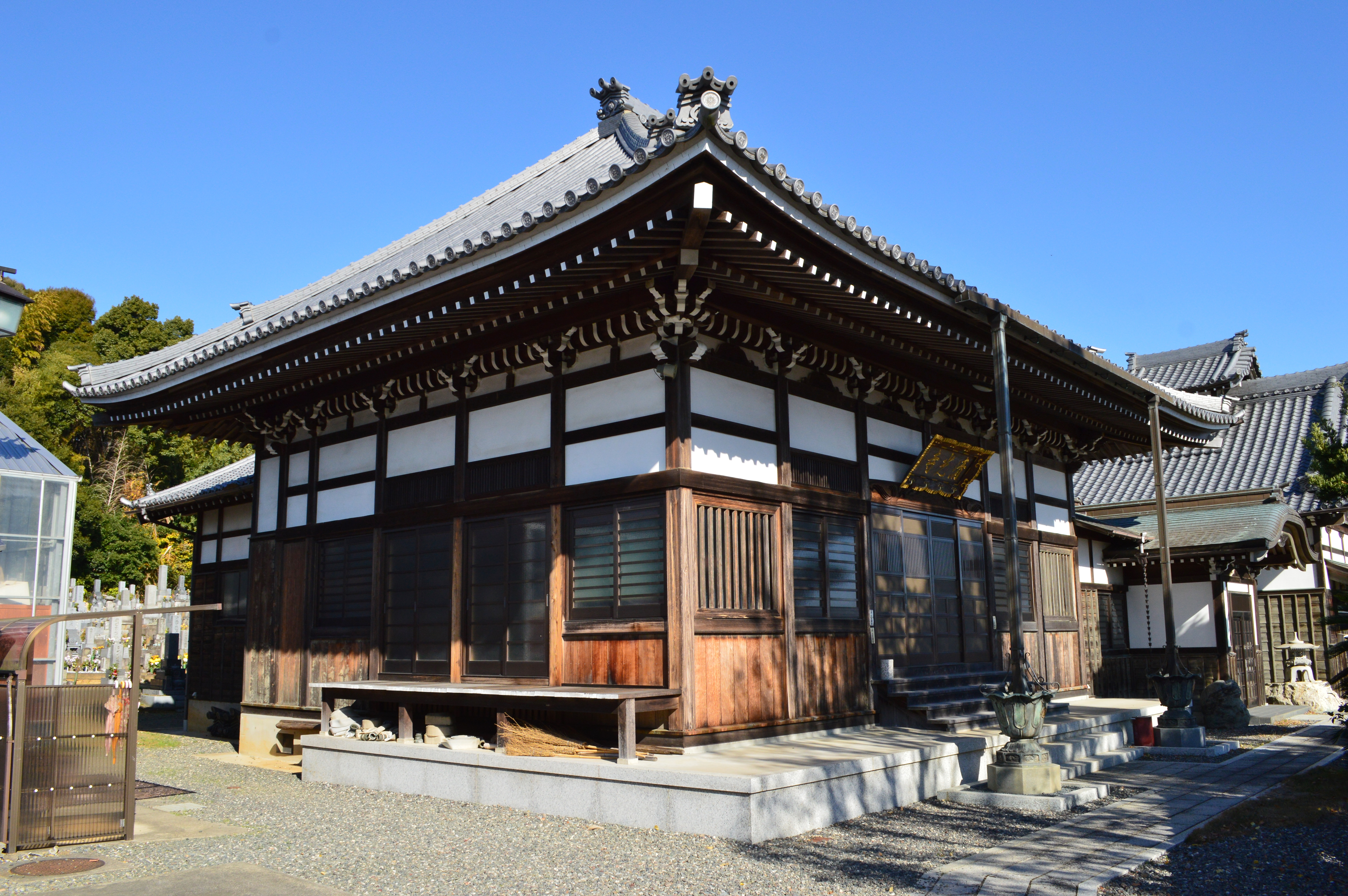
祇園山清光寺

## 文化財

### 国の史跡
- 三河国分尼寺跡 - 1922年（大正11年）10月12日指定、1972年（昭和47年）4月22日に史跡範囲の追加指定[4]。

### 関連文化財
- 銅鐘 - 国の重要文化財（工芸品）。所有者は国府荘山国分寺。奈良時代の作と伝承されるが、様式的には平安時代の作とされ、古代の国分寺または国分尼寺の遺品と推定される[2]。1922年（大正11年）7月15日指定[10]。

## 現地情報
所在地
- 愛知県豊川市八幡町忍地（三河国分尼寺跡史跡公園内）

交通アクセス
- 名古屋鉄道（名鉄）名古屋本線・豊川線 国府駅から
  - バス：豊川市コミュニティバス（豊川国府線 豊川駅前行）で「筋違橋」バス停下車（下車後徒歩約10分）
  - 徒歩：約25分[7]
- 車
  - 東名高速道路音羽蒲郡ICから、約15分
  - 東名高速道路豊川ICから、約20分

関連施設
- 三河天平の里資料館（豊川市八幡町忍地） - 三河国分尼寺跡ガイダンス施設。三河国分尼寺跡の出土品を保管・展示。

周辺
- 三河国分寺跡 - 国の史跡。
- 八幡宮 - 国分寺八幡宮か。
- 三河国府跡
- 三河総社
- 船山1号墳 - 豊川市指定史跡。東三河最大の古墳。

## 関連文献
（記事執筆に使用していない関連文献）
- 『三河国分尼寺跡 -寺域確認発掘調査報告書-』豊川市教育委員会、1991年。
- 『史跡三河国分尼寺跡保存整備事業報告書』豊川市教育委員会、2006年。